# Werner Bielohlawek
Werner Bielohlawek (* 7. März 1936 in Rumburk; † 26. April 2004 in Dresden) war ein deutscher Maler und Grafiker.

## Leben und Werk
Die Familie Bielohlaweks kam 1945 als Flüchtlinge nach Gera. Dort absolvierte Bielohlawek eine Lehre als Dekorationsmaler und arbeitete als solcher. Im Jahr 1954 zog er nach Dresden und besuchte dort bis zum Abitur die Arbeiter-und-Bauern-Fakultät für Bildende Kunst an der Hochschule für Bildende Kunst (HfBK). Anschließend studierte er an der HfBK von 1957 bis 1962 mit dem Schwerpunkt Wandmalerei bei Erich Fraaß, Paul Michaelis und Heinz Lohmar. Für seine Diplomarbeit schuf er das Tafelbild Sport. Nach dem Studienende arbeitet er freischaffend in Dresden. Von 1975 bis 1980 hatte er an der HfBK einen Lehrauftrag für Farbenlehre inne.
Bielohlawek schuf neben freier Malerei auch Druckgrafik und baugebundene Arbeiten wie Glasfenster, Mosaiken, Fassadengestaltungen und Wandbilder. Viele seiner Bilder der ersten Jahre sind expressive Darstellungen von Bewegung und Sport. Nach einem Aufenthalt auf Kreta in den 1980er-Jahren hinterließen „antike Mythen […] ihre Spuren in seinem Schaffen. Bielohlawek experimentierte ein wenig im Stil der Spielkunst des Tachismus. … öffnete sich exzentrisch und rückhaltlos einem ‚gegenständlichen Illusionismus‘, wie er es selbst nannte. Es entstanden seine ‚Vorhangbilder‘. In knappen Binnenzeichnungen wurde Körperliches fixiert und mit Vorhängen, Laken, Tüchern verhüllt.“ Entwürfe seiner Werke befinden sich nach einer Schenkung im Archiv der Städtischen Galerie Dresden im Landhaus. Seine Werke befinden sich unter anderem im Besitz der Staatlichen Kunstsammlungen Dresden (u. a. Galerie Neue Meister).
Bielohlawek war von 1968 bis 1990 Mitglied des Verbands Bildender Künstler der DDR. Er hatte einige Einzelausstellungen und eine bedeutende Anzahl von Ausstellungsbeteiligungen.
Der Künstler verstarb 2004 nach schwerer Krankheit in Dresden. Die Grabstätte Bielohlaweks befindet sich auf dem Markusfriedhof in Dresden-Pieschen.

## Tafelbilder (Auswahl)
- Fußballspieler (1966; auf der VI. Deutschen Kunstausstellung)[5]
- Selbstbildnis mit Trompete (1966, Öl; auf der VI. Deutschen Kunstausstellung)[6]
- Akt (1968, Öl; auf der VII. Kunstausstellung der DDR)[7]
- Läufer (1977, Öl; auf der VIII. Kunstausstellung der DDR)[8]
- Grundausbildung (1985, Öl, 120 x 190; Auftragsarbeit für die NVA)[9]

## Ausstellungen (unvollständig)

### Einzelausstellungen
- 1966 Dresden Leonhardi-Museum (mit Gunter Herrmann, Peter Kaiser und Klaus Magnus)
- 1991 Dresden Galerie Kunst der Zeit
- 1994 Dresden Gymnasium Dresden-Großzschachwitz
- 1996 Dresden, Leonhardi-Museum Vorhangbilder etc.
- postum 2006 Dresden, Gedenkausstellung Dreikönigskirche Wandlungen

### Ausstellungsbeteiligungen
- 1967/1968 und 1972/1973: Dresden, VI. und VII. Kunstausstellung der DDR
- 1969, 1977 und 1983: Leipzig (Kunst und Sport)
- 1972, 1974, 1979 und 1985: Dresden, Bezirkskunstausstellungen
- 1986: Cottbus, Staatliche Kunstsammlung (Soldaten des Volkes – dem Frieden verpflichtet)